# Йоахім Цаубіцер
Йоахім Цаубіцер (нім. Joachim Zaubitzer; 28 квітня 1918, Геттінген — 16 грудня 1999, Фордорф) — німецький офіцер-підводник, капітан-лейтенант крігсмаріне.

## Біографія
3 квітня 1937 року вступив на флот. З квітня 1939 року — 2-й торпедний офіцер на важкому крейсері «Адмірал Шеер». З вересня 1941 по березень 1942 року пройшов курс підводника. З березня 1943 року — 1-й вахтовий офіцер на підводному човні U-129. В лютому 1943 року пройшов курс командира човна. З 22 квітня по 8 листопада 1943 року — командир U-974. З листопада 1943 року і до кінця війни — навчальний офіцер торпедного училища в Фленсбурзі-Мюрвіку.

## Звання
- Кандидат в офіцери (3 квітня 1937)
- Морський кадет (21 вересня 1937)
- Фенріх-цур-зее (1 травня 1938)
- Оберфенріх-цур-зее (1 липня 1939)
- Лейтенант-цур-зее (1 серпня 1939)
- Оберлейтенант-цур-зее (1 вересня 1941)
- Капітан-лейтенант (1 квітня 1944)